# Чарне-Дольне
Чарне-Дольне (пол. Czarne Dolne, нім. Niederzehren) — село в Польщі, у гміні Ґардея Квідзинського повіту Поморського воєводства.
Населення — 443 особи (2011).
У 1975-1998 роках село належало до Ельблонзького воєводства.

## Демографія
Демографічна структура станом на 31 березня 2011 року:
|          | Загалом | Допрацездатний вік | Працездатний вік | Постпрацездатний вік |
| -------- | ------- | ------------------ | ---------------- | -------------------- |
| Чоловіки | 216     | 56                 | 144              | 16                   |
| Жінки    | 227     | 50                 | 130              | 47                   |
| Разом    | 443     | 106                | 274              | 63                   |